# Колубарска окружна лига у фудбалу
Колубарска окружна лига је једна од 31 Окружних лига у фудбалу. Окружне лиге представљају пети ниво фудбалских такмичења у Србији. У првој сезони лига је бројала 16 тимова. Кроз године се тај број није увећавао нити смањивао. Већи ранг такмичења је Зона Колубарско-мачванска, док је нижи ранг Међуопштинска лига Колубара група Исток и Међуопштинска лига Колубара група Запад.

## Клубови у сезони 2018/19
| Клуб        | Место         | Општина/Град     |
| ----------- | ------------- | ---------------- |
| Радник      | Уб            | Општина Уб       |
| Рубрибреза  | Рубрибреза    | Општина Лајковац |
| Бањани      | Бањани        | Општина Уб       |
| Младост     | Драчић        | Град Ваљево      |
| ЗСК         | Ваљево        | Град Ваљево      |
| Искра       | Доња Буковица | Град Ваљево      |
| ОФК Јабучје | Јабучје       | Општина Лајковац |
| Тврдојевац  | Тврдојевац    | Општина Уб       |
| Колубара 2  | Ваљево        | Град Ваљево      |
| Рибникар    | Пецка         | Општина Осечина  |
| Тешњар      | Ваљево        | Град Ваљево      |
| Трлић       | Трлић         | Општина Уб       |
| ОФК Брђанац | Ваљево        | Град Ваљево      |
| Пепељевац   | Пепељевац     | Општина Лајковац |
| Тулари      | Тулари        | Општина Уб       |
| Совљак      | Совљак        | Општина Уб       |